# Euroma 2
Euroma 2 è un complesso architettonico ad uso commerciale situato a Roma nella zona del Torrino, inscritta tra viale Oceano Pacifico, via Cristoforo Colombo e via di Decima.
Accreditato come il centro commerciale più grande di Roma, è in realtà superato dalla Galleria Commerciale Porta di Roma, Centro Commerciale Roma Est e il Maximo Shopping Center.

Logo del centro commerciale

## Storia

### Critiche e proteste
Dopo la presentazione del progetto del centro commerciale ci furono molte critiche riguardo alla costruzione. I residenti della zona si dissero preoccupati per il caos che il centro commerciale avrebbe portato. Ulteriori polemiche furono fatte riguardo alla contemporaneità dei lavori sulla strada dove si affaccia il centro commerciale e quelli del centro commerciale stesso. Si criticò la mancanza di lampioni sulla strada che portavano a una scarsa illuminazione. Il WWF e altri gruppi ambientalisti si sono lamentati dell'impatto ambientale e visivo dell'enorme edificio, cercando di trovare compromessi per limitarlo.

### Inaugurazione
L'inaugurazione del centro commerciale avvenne il 23 giugno 2008. La testimonial d'onore fu Cristina Chiabotto, che tagliò il nastro e inaugurò ufficialmente il centro commerciale.

## Episodi
- Il 17 maggio 2009, una domenica, gli altoparlanti recitarono per una ventina di minuti la frase: "Evacuazione immediata, pericolo". Ciò mandò nel panico gli oltre 5.000 visitatori presenti all'interno del centro commerciale. Successivamente con l'intervento della polizia si scoprì che era un falso allarme[5].